# Niels K. Jerne
Niels Kaj Jerne, född 23 december 1911 i London, död 7 oktober 1994 i Castillon-du-Gard (nära Nîmes), var en dansk immunolog. Jerne tilldelades 1984 Nobelpriset i fysiologi eller medicin för sin upptäckt av produktionen av monoklonala antikroppar.

## Biografi
Jerne föddes i London av danska föräldrar. Han tog studenten i Rotterdam 1928 och läste en tid fysik vid Universitetet i Leiden innan han utbildade sig till läkare vid Köpenhamns universitet. Under studietiden var han anställd på Statens seruminstitut.
Jerne fick ett stipendium på California Institute of Technology hos bakteriofagforskaren och molekylärbiologen Max Delbrück och arbetade för WHO i Genève 1956–1962 som ledare för sektionen för biologisk standardisering. Han blev professor i Pittsburgh och Frankfurt am Main och ledde ett oberoende  forskningsinstitut i Basel som läkemedelsföretaget Hoffmann-La Roche finansierade 1968–1980. Jerne avslutade  sin vetenskapliga karriär som specialrådgivare vid Institut Pasteur i Paris 1981–1982.

## Utmärkelser
Asteroiden 11774 Jerne är uppkallad efter honom.